# 北条城
北条城（きたじょうじょう）は、新潟県柏崎市大字北条にあった日本の城。北条高広が長尾景虎（上杉謙信）に乱を起こす際に拠点としたことで知られる。1973年（昭和48年）12月1日付けで柏崎市指定史跡に指定。

## 歴史
築城時期は不明だが毛利時元によって築城されたとされる。
時元の祖父である毛利季光は、大江広元の子であるが、宝治元年（1247年）の三浦の乱で三浦泰村に味方して敗北を喫し、一族共々滅びる危機に立たされたが、名族大江氏の末裔であることもあり季光の子の毛利経光が助命され、越後の所領の領有を許された。経光の子孫の一部は安芸に移り安芸毛利氏となるが、越後に残った毛利基親の一族もおり、時元は基親の子である。時元の子の毛利経高の代に越後毛利氏は分裂し越後北条氏、安田氏となる。以降、北条城は代々越後北条氏の当主が城主となる。
戦国時代の城主は北条高広となっていた。高広は長尾景虎（上杉謙信）に仕えたが、天文23年（1554年）に武田晴信と内通して北条城を拠点として景虎に謀反を起こすが、天文24年（1555年）に景虎側に北条城を包囲され落城し、高広は許しを請い景虎にまた仕えた。高広は後に上野国の厩橋城の城主となるが、北条の所領は引き続き領していた。
天正6年（1578年）の御館の乱（上杉家の家督争い）で高広は子北条景広と共に上杉景虎に味方し、越後国で上杉景勝軍と奮戦するが、子・景広は戦死し、北条城もまた落城した。その後高広は武田勝頼に仕え、滝川一益にも仕えたとするが判然としていない。

## 現在の城
城自体は鯖石川と長鳥川に囲まれた標高150メートル程の丘陵に位置する山城である。城郭は、北郭・主郭・二の郭・三の郭がある。主郭は低い段差で5段になっている。遺構は郭・土塁・物見・堀切・竪堀・大手門・搦手門などが点在している。

### アクセス
- JR信越本線・北条駅から徒歩約10分

## その他
北条城が位置する丘陵の中腹には「伝・毛利時元墓所」がある。麓には北条氏の菩提寺である専称寺が存在する。同じく麓には山門は北条城の当時の門といわれる普広寺が点在する。